# Medição de livre interação
Na física, a medição de livre interação é um tipo de medição na mecânica quântica que detecta a posição ou o estado de um objeto sem que ocorra uma interação entre ele e o dispositivo de medição.  O termo foi introduzido por Elitzur e Vaidman, a fim de permitir encontrar objetos infinitamente frágeis sem destruí-los.. Os exemplos incluem o experimento de resultado negativo de Renninger, o problema de teste de bombas Elitzur-Vaidman e certos sistemas óticos de dupla cavidade, como o paradoxo de Hardy.